# Cupania ludowigii
Cupania ludowigii là một loài thực vật có hoa trong họ Bồ hòn. Loài này được Somner & Ferrucci mô tả khoa học đầu tiên năm 2004.